# Basketball Academie Limburg
El Basketball Academie Limburg, conocido también simplemente como BAL, es un equipo de baloncesto neerlandés que compite en la BNXT League, la nueva liga fruto de la fusión de la Dutch Basketball League neerlandesa y la Pro Basketball League belga. Tiene su sede en la ciudad de Weert, Limburg. Disputa sus partidos en el Sporthal Boshoven, con capacidad para 1000 espectadores.

## Historia
El club se fundó en 2013 como una academia de jugadores en la provincia de Limburg. Al término de la temporada 2016-17, el BSW Weert, equipo profesional de la ciudad, intentó una fusión en el BAL, en la cual quedaría integrado en el mismo, pero finalmente el BSW desapareció, y el BAL se hizo con su plaza en la Dutch Basketball League, la máxima competición del baloncesto en Holanda.
En su temporada de debut ganó únicamente 4 de sus 32 partidos, acabando último en la clasificación, con un equipo formado únicamente con jugadores de la cantera.

## Trayectoria
|     | Campeones                         |
|     | Playoff                           |
| (X) | Ranking en clasificación nacional |
| MIP | Jugador más mejorado              |
| RS  | Estrella emergente del año        |

| Temporada | Nivel | Liga        | Temporada regular | Temporada regular | Temporada regular | Temporada regular | Temporada regular | Playoffs nacionales                              | Copa NBB         | Playoffs BNXT                                                         | Entrenador      | Premios individuales   |
| Temporada | Nivel | Liga        | Final             | Jugados           | Ganados           | Perdidos          | %                 | Playoffs nacionales                              | Copa NBB         | Playoffs BNXT                                                         | Entrenador      | Premios individuales   |
| --------- | ----- | ----------- | ----------------- | ----------------- | ----------------- | ----------------- | ----------------- | ------------------------------------------------ | ---------------- | --------------------------------------------------------------------- | --------------- | ---------------------- |
| BAL       |       |             |                   |                   |                   |                   |                   |                                                  |                  |                                                                       |                 |                        |
| 2017–18   | 1     | DBL         | 8.º               | 32                | 4                 | 28                | .125              | –                                                | Retirado         | –                                                                     | Radenko Varagić | Sam van Dijk (MIP)     |
| 2018–19   | 1     | DBL         | 9.º               | 34                | 5                 | 29                | .147              | –                                                | Octavos de final | –                                                                     | Radenko Varagić | –                      |
| 2019–20   | 1     | DBL         | 6.º               | 24                | 9                 | 15                | .375              | –                                                | Octavos de final | –                                                                     | Radenko Varagić | –                      |
| 2020–21   | 1     | DBL         | 8.º               | 21                | 12                | 9                 | .571              | Pierde cuartos de final ante ZZ Leiden (148–183) | Campeón          | –                                                                     | Radenko Varagić |                        |
| 2021–22   | 1     | BNXT League | 15.º (7.º)        | 30                | 11                | 19                | .367              | –                                                | Cuarta ronda     | Gana 1.ª ronda (Yoast, 163–152) Pierde 2.ª ronda (Feyenoord, 138–158) | Radenko Varagić | Sander Hollanders (RS) |
| 2022–23   | 1     | BNXT League | 18.º              | 28                | 7                 | 21                | .250              | –                                                | 4.º ronda        | Pierde 1.ª ronda (Liège Basket, 161–188)                              | Radenko Varagić | Oshean Brathwaite (RS) |

## Nota
1. ↑  La temporada 2019-20 finalizó prematuramente en marzo de 2020 debido a la pandemia de COVID-19.